# Cristina Peri Rossi
Cristina Peri Rossi (Montevidéu, 12 de novembro de 1941), é uma romancista, poetisa, tradutora e autora de contos uruguaia. Em 1972, quando o golpe de Estado iminente a forçou a deixar sua terra natal por causa de seu ativismo político, exilou-se na cidade de Barcelona, onde reside até hoje. Durante sua carreira, ela atuou como professora, além de se destacar como romancista, poetisa, contista e ensaísta. Também colabora frequentemente em revistas e publicações periódicas internacionais.
A autora aborda questões que exploram as complexidades das relações humanas, gênero e sexualidade. Seus poemas são bem marcantes, com uma estrutura que mistura narrativa, confissão e metafísica. Por meio de suas obras, Peri Rossi também critica o autoritarismo, a opressão e luta por liberdade e justiça.
Como exilada uruguaia, sua experiência pessoal de deslocamento e busca por pertencimento ecoa em sua escrita, na qual temas de exílio são frequentemente explorados. A escritora é a única mulher incluída dentro do chamado boom latino americano, movimento que incorpora nomes influentes da literatura nas décadas de 1960 e 1970 como Gabriel García Márquez, Mario Vargas Llosa e Carlos Fuentes.
Peri Rossi ganhou o Prêmio Miguel de Cervantes em 2021.
E o prêmio Bolsa Guggenheim para Artes Criativasj, América Latina e Caribe em 1994.[carece de fontes?]

## Prêmios
- 2021 - Prêmio Miguel de Cervantes[5]
- 2019 -  Prêmio José Donoso[4]
- 2009 - Premio Loewe[6]

## Lista de Obras
- 2020 - La insumisa
- 2015 - Los Amores Equivocados
- 2014 - Julio Cortázar y Cris
- 2012 - Habitaciones privadas
- 2009 - Playstation
- 2007 - Habitación del hotel
- 2006 - Mi casa es la escritura
- 2004 - Estrategias del deseo
- 2003 - Estado del Exilio
- 1984 - La nave de los locos
- 1999 - El amor es una droga dura
- 1997 - Desastres íntimos
- 1968 - Los museos abandonados
- 1963 - Viviendo